# Bohumil Hrabal
Bohumil Hrabal (n. 28 martie 1914, Brno - d. 3 februarie 1997 Praga) a fost un romancier ceh.

## Biografie
Hrabal a studiat dreptul la Universitatea Carolină din Praga, unde a obținut și doctoratul în 1946. În timpul celui de-al Doilea Război Mondial, a lucrat la Căile ferate ca muncitor, telegrafist și impiegat de mișcare. După război, Hrabal a încercat alte câteva profesii: a fost agent de asigurări, comis voiajor, muncitor la „Spojené ocelárny” (Oțelăriile Unite) din Kladno, ambalator de hârtie la întreprinderea pragheză „Sběrné suroviny” (Centrul de colectare a deșeurilor reutilizabile) ș.a.m.d. 

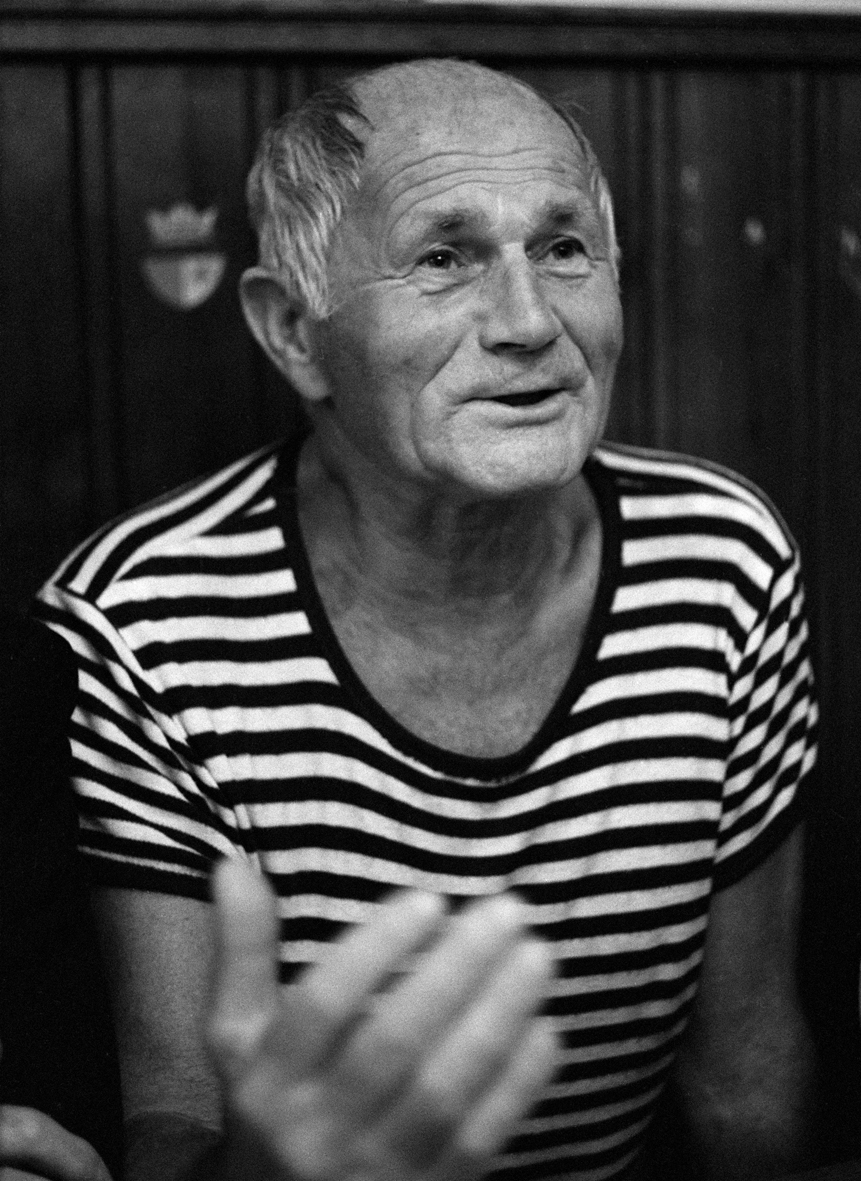
Bohumil Hrabal 1985
foto Hana Hamplová

Mare parte a operei lui Hrabal circulă în mai multe variante: ediții particulare și bibliofile, ediții apărute în samizdat sau în străinătate, ediții oficiale, publicate în țară. Cea mai bogată dintre ediții, „Spisy Bohumila Hrabala” (Bohumil Hrabal, „Scrieri”), cuprinde 19 volume. Cel mai cunoscut roman al său este „Trenuri cu prioritate” (1965) („Ostře sledované vlaky”), transpus în film de regizorul ceh Jiří Menzel în 1966.
Mai multe opere nu au fost publicate în Cehoslovacia, unde au circulat sub formă de samizdat, inclusiv „Orășelul unde timpul s-a oprit în loc” („Městečko kde se zastavil čas”) și „L-am servit pe regele Angliei” („Obsluhoval jsem anglického krále”).
A murit după ce a căzut de la etajul al cincilea al unui spital în timp ce încerca să hrănească porumbeii.
Alături de cărțile lui Jaroslav Hašek și Karel Čapek - care au aceeași imaginație bogată și umor, ca și predispoziția spre satiră, pe care le are și Hrabal - este considerat unul dintre cei mai importanți scriitori cehi din secolul XX. Operele sale au fost traduse deja în 27 de limbi, inclusiv în limba română.

## Opere în limba cehă
- Ztracená ulička, Nymburk, Hrádek 1948
- Perlička na dne, Praga, CS 1963.
- Pábitelé, Praga, MF 1964.
- Taneční hodiny pro starší a pokročilé, Praga, CS 1964.
- Ostře sledované vlaky, Praga, CS 1965.
- Inzerát na dům, ve kterém už nechci bydlet. Praga, MF 1965.
- Morytáty a legendy, Praga, CS 1968.
- Domácí úkoly, Úvahy a rozhovory. Praga, MF 1970.
- Poupata, Praga, MF 1970, confiscată și arsă de regimul comunist.
- Postřižiny, Praga, Petlice 1974 (Editură secretă anti-comunistă)
- Obsluhoval jsem anglického krále, Praga, Petlice 1971 (Editură secretă anti-comunistă)

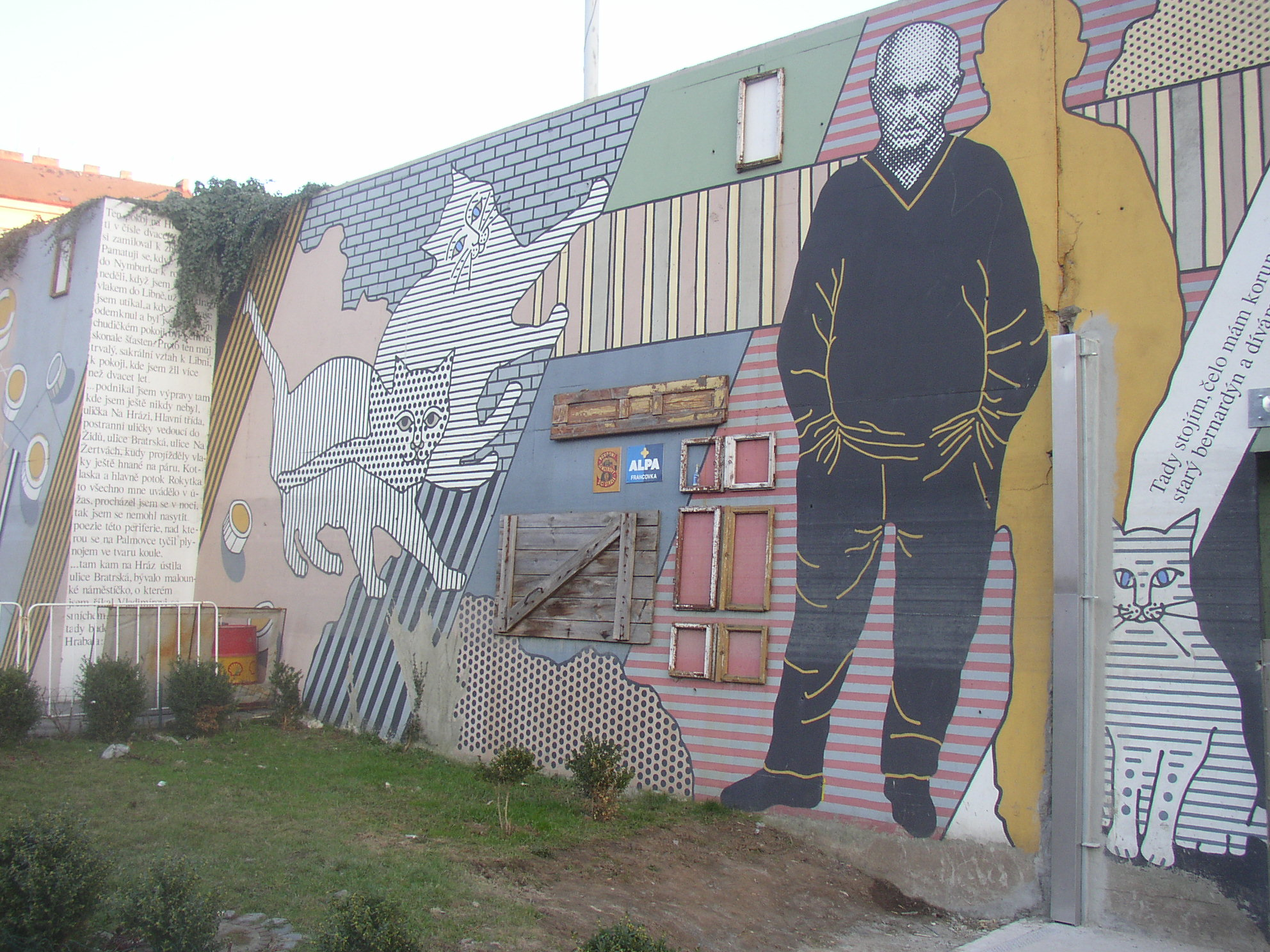
Bohumil Hrabal pictat în mijlocul pisicilor sale „Zidul Hrabal” din Praga

- Městečko, kde se zastavil čas, Praga, Petlice 1974 (Editură secretă anti-comunistă); Ediție de exil: Comenius, Innsbruck, 1978.
- Něžný barbar, Praga, Petlice 1974 (Editură secretă anti-comunistă); Ediție de exil: Index, Koeln, 1981.
- Příliš hlučná samota, Praga, Česká expedice 1977 (Editură secretă anti-comunistă); Ediție de exil: Index, Koeln, 1980.
- Slavnosti sněženek, Praga, CS 1978.
- Krasosmutnění, Praga, CS 1979.
- Harlekýnovy milióny, Praga, CS 1981.
- Kluby poezie, Praga, MF 1981.
- Domácí úkoly z pilnosti, Praga, MF 1982.
- Život bez smokingu, Praga, CS 1986.
- Svatby v domě, Praga, Pražská imaginace 1986 (Editură secretă anti-comunistă); Ediție de exil: 68’Publishers, Toronto, 1987.
- Vita nuova, Praga, Pražská imaginace 1986 (Editură secretă anti-comunistă); Ediție de exil: 68’Publishers, Toronto, 1987.
- Proluky, Praga, Petlice 1986 (Editură secretă anti-comunistă); Ediție de exil: 68’Publishers, Toronto, 1986.
- Kličky na kapesníku, Praga, Pražská imaginace 1987 (Editură secretă anti-comunistă).
- Listopadový uragán, Praga, Tvorba 1990.
- Ponorné říčky, Praga, Pražská imaginace 1991.
- Růžový kavalír, Praga, Pražská imaginace 1991.
- Aurora na mělčině, Praga, Pražská imaginace 1992.
- Večerníčky pro Cassia, Pražská imaginace, Prague 1993.
- Atomová mašina značky Perkeo sc, Práce, 1991.
- Bambino di Praga; Barvotisky; Krásná Poldi Praga, Československý spisovatel, 1990.
- Básnění, Praga, Pražská imaginace, 1991.
- Bibliografie dodatky rejstříky, Praga, Pražská imaginace, 1997.
- Buďte tak hodná, vytáhnete rolety: výbor z milostné korespondence, Praga, Triton, 1999.
- Chcete vidět Zlatou Prahu?: výbor z povídek, Praga, Mladá fronta, 1989.
- Já si vzpomínám jen a jen na slunečné dny, Nymburk, S Klos, 1998.

## Traduceri în limba engleză
- Closely Watched Trains, tradus de Edith Pargeter cu o prefață de Josef Škvorecký Evanston, Ill, Northwestern University Press, 1995
- Cutting It Short; The Little Town Where Time Stood Still, London, Abacus, 1993
- Dancing Lessons for the Advanced in Age, New York, Harcourt Brace, 1995
- The Death of Mr Baltisberger, Garden City, NY, Doubleday, 1975
- Closely Observed Trains: un film de Jiří Menzel și Bohumil Hrabal, London, Lorrimer Publishing Ltd, 1971
- Closely Watched Trains: A Film, New York, Simon and Schuster, 1971
- I Served the King of England, tradus de Paul Wilson, New York, Vintage International, 1990
- Too Loud a Solitude, tradus de Michael Henry Heim, San Diego, Harcourt Brace Jovanovich, 1990
- Total Fears: Letters to Dubenka, tradus de James Naughton, Prague, Twisted Spoon Press, 1998

## Traduceri în limba română
- Toba spartǎ, ed. Univers, 1971

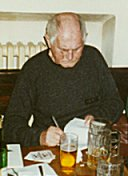
Bohumil Hrabal, 1994

- O minune in fiecare zi, ed. Univers, 1986
- Ore de dans pentru vârstnici și avansați, ed. Ivan Krasko, 2000 (trad. Ondrej Stefanko)
- Trenuri cu prioritate, ed. Ivan Krasko, 2000 (trad. Corneliu Barboricǎ)
- Barbarul tandru, ed. Ivan Krasko, 2000 (trad. Ondrej Stefanko și Florin Bǎnescu)
- Flecarii, ed. Ivan Krasko, 2000 (trad. Corneliu Barboricǎ)
- Prea zgomotoasa singurǎtate, ed. Ivan Krasko, 2000 (trad. Ondrej Stefanko și Florin Bǎnescu)
- Vreți să vedeți Praga de aur?, ed. Ivan Krasko, 2000 (trad. Corneliu Barboricǎ)
- Acest oraș este în grija comunǎ a locuitorilor sǎi, ed. Ivan Krasko, 2001 (trad. Ondrej Stefanko și Florin Bǎnescu)
- Mașinuța, ed. Ivan Krasko, 2002 (trad. Ondrej Stefanko și Florin Bǎnescu)
- L-am servit pe regele Angliei, ed. Paralela 45, 2002
- O singurătate prea zgomotoasă, ed. Polirom, 2003 (trad. Sorin Paliga)
- Minunea noastră cea de toate zilele, ed. Univers, 2000, ed. Paralela 45, 2004 (trad. Jean Grosu)
- Anunț pentru casa în care nu mai vreau sǎ locuiesc, ed. Ivan Krasko, 2006 (trad. Ondrej Stefanko și Corneliu Barboricǎ)
- Moritate și legende, ed. Ivan Krasko, 2006 (trad. Ondrej Stefanko)
- Amăgitorii, ed. Ivan Krasko, 2006 (trad. Corneliu Barboricǎ, Jean Grosu și Ondrej Stefanko)
- Perlă dosită, ed. Ivan Krasko, 2006 (trad. Jean Grosu, Corneliu Barboricǎ și Ondrej Stefanko)
- Smocuri de păr, ed. Ivan Krasko, 2007 (trad. Ondrej Stefanko)
- Cuvioasa întristare, ed. Ivan Krasko, 2007 (trad. Ondrej Stefanko și Jean Grosu)
- Milioanele arlechinului, ed. Ivan Krasko, 2007 (trad. Ondrej Stefanko)
- Serbările ghioceilor, ed. Ivan Krasko, 2007 (trad. Ondrej Stefanko și Jean Grosu)
- Scrisori către Dubenka, ed. Curtea Veche Publishing, 2014 (traducere de Anca Irina Ionescu); această carte a apărut în parteneriat cu Ambasada Republicii Cehe în România și Centrul Ceh din București, în cadrul programului Cartea Cehă pentru promovarea literaturii cehe în România, cu sprijinul financiar al CEZ România.